# Национальный олимпийский и спортивный комитет Мали
Национальный олимпийский и спортивный комитет Мали (фр. Comité national olympique et sportif du Mali) — организация, представляющая Мали в международном олимпийском движении. Основан в 1962 году, зарегистрирован в МОК в 1963 году.
Штаб-квартира расположена в Бамако. Является членом Международного олимпийского комитета, Ассоциации национальных олимпийских комитетов Африки и других международных спортивных организаций. Осуществляет деятельность по развитию спорта в Мали.